# Línea de Leixões
La Línea de Leixões, también conocida como Línea de Cintura de Porto, Línea de Circunvalación de Porto, o Línea de Circunvalación de Leixões, es una conexión ferroviaria entre las estaciones de Contumil, en la Línea del Miño, y Leixões, en el ayuntamiento de Matosinhos, en Portugal.
Esta línea, con cerca de 18 kilómetros de extensión, es utilizada para tráfico de mercancías, habiendo tenido servicio de pasajeros hasta 1987 y entre mayo de 2009 y enero de 2011. Entre las estaciones de Contumil y São Gemil, tiene una de las pendientes más acentuadas de la red portuguesa.

## Historia

### Antecedentes
Antes de la construcción del Puerto de Leixões, el tráfico de mercancías por vía marítima a la ciudad de Porto se efectuaba en los márgenes del Río Duero; no obstante, la navegación en la corriente de este río era bastante peligrosa, habiéndose producido innumerables naufragios, y apenas podía ser totalmente abierta durante dos meses al año.
Por otro lado, ya desde mediados del siglo XIX los españoles estaban planeando la construcción de un ferrocarril entre Porto y Galicia, con el fin de potenciar el puerto de Vigo como la gran plataforma portuaria de todo el Noroeste de la península ibérica, incluyendo la región Norte de Portugal.

### Construcción del Puerto de Leixões
Así, para combatir la influencia del puerto de Vigo, y dotar a la región de una plataforma marítima adecuada, se comenzó a planear la instalación de una nueva zona portuaria para servir aquella región, junto a la orilla del Río Leça; en 1857, D. Pedro V defendió la construcción de esta infraestructura, con una conexión ferroviaria, y, en 1877, el Sindicato Portuense presentó una propuesta para la instalación de un canal entre la futura zona portuaria y la red ferroviaria del Miño y Duero, cuyo tramo entre Porto y Braga ya había sido inaugurado en 1875. Esta empresa, que debería haber sido proyectada y realizada por el ingeniero escocés James Abernethy, fue autorizado por un despacho ministerial del 22 de octubre de 1887, pero nunca llegó a ser concretado.
Las obras del puerto comenzaron en 1883, siendo instalado, para transportar las piedras necesarias a la construcción de los muelles, un ferrocarril de vía estrecha hasta Pedreira de São Gens. El Puerto de Leixões entró en servicio en octubre de 1892.

### Planificación de la Linha de Leixões
Entre tanto, fue creada una comisión para planear la construcción del puerto y realizar obras de mejora en la orilla del Río Duero, que presentó dos hipótesis para la futura conexión ferroviaria; una de las propuestas consistía en la continuación del Ramal de Alfândega, inaugurado el 20 de noviembre de 1888, hasta Leixões, mientras que la otra hipótesis sería construir, de raíz, un ramal a partir de la Estación de Ermesinde. En términos técnicos, la segunda opción era la mejor, porque no solo permitiría una conexión directa en las Líneas del Duero y Miño, así como evitar el paso de una línea por la ciudad de Porto. No obstante, la Asociación Comercial de Porto apoyó la continuación del Ramal de Alfândega, recelando de que la conexión a Ermesinde retirase parte del protagonismo económico a Porto. Así, se llegó a proyectar el tramo entre la Estación de Porto-Alfândega y Leixões, pero este proyecto fue cancelado debido a los enormes costes asociados a su construcción, especialmente en expropriaciones y en la instalación de túneles.
En 1889, la gestión comercial del Puerto de Leixões pasó a la recién creada Companhia das Docas do Porto e dos Caminhos de Ferro Peninsulares; esta empresa, creada a partir de la liquidación del Sindicato Portuense, sería responsable, entre otros proyectos, de la construcción de la línea entre Alfândega de Porto y Leixões. Debido, no obstante, a la inestabilidad política y a la crisis financiera de 1891, no fue capaz de concretar este proyecto. En 1897, el ingeniero Justino Teixeira elaboró un nuevo proyecto para esta conexión, que, aunque hubiese sido aprobado por el Consejo Superior de Obras Públicas, lo consideró demasiado costoso. Justino Teixeira sometió, entonces, a una segunda propuesta, con el nombre de Línea de Circunvalación, que salía de un punto de la Línea del Miño entre las Estaciones de Campanhã y Río Tinto, rodeaba la ciudad de Porto, y enlazaba en el Ramal de Matosinhos, siguiendo el mismo trazado hasta Leixões; este proyecto logró satisfacer ambas condiciones impuestas anteriormente, ya que a la vez que no quitaba relevancia económica a Porto, también establecía una conexión eficaz con las Líneas del Duero y Miño. Otro proyecto, elaborado por la comisión técnica que había sido responsable del Plan de la Red Complementario al Norte del Mondego, partía de Alfândega de Porto o del kilómetro 2,5 de la Línea del Miño, pasaba por Senhora da Hora, y seguía hasta Leixões; el inicio en la Línea del Miño fue recomendado por la misma comisión, dado que se evitaría el paso del tráfico de mercancías por el centro de la ciudad del Porto, y se podría construir, en la zona de Contumil, una gran estación de clasificación.
Según propuesta presentada por el ingeniero Fernando Sousa y aprobada el 2 de octubre de 1900, se decidió que se mandase hacer un estudio para la futura Línea de la Circunvalación de Leixões, creándose simultáneamente en aquella bifurcación una estación de depósito, clasificación y separación de mercancías, que desahogaría la Estación de Campanhã, ya entonces insuficiente para este servicio, evitándose también las complicaciones al tránsito en el centro de la ciudad. Esta propuesta fue decidida en julio de 1902, ya que se presentaba como la solución más rentable, pudiendo servir al Puerto de Leixões, para el transporte de pasajeros, y promoviendo al mismo tiempo la expansión de la gran ciudad para la zona portuaria.
Así, el Consejo de Administración de los Caminhos de Ferro do Estado ordenó que fuese elaborado un proyecto para este ferrocarril, denominado Línea de Cintura de Porto o Línea de Circunvalación de Porto, y la correspondiente estación de enlace en Contumil. La Asociación Comercial continuó defendiendo la continuación del Ramal de Alfândega hasta Leixões, señalando que podría ser creado un gran intercambiador de mercancías en la zona del Oro, y criticando la extensión y los enormes desniveles del trazado por Contumil; en respuesta, el Consejo Superior argumentó que el exceso de trazado podría ser compensado en las tarifas. En abril de 1902, la Asociación Comercial propuso asumir totalmente las gastos de construcción de la línea a partir de Alfândega, en caso de que la Compañía de las Docas no lo pudiese hacer; no obstante, en ese momento, ya se habían levantado otros opositores a este proyecto, debido, principalmente, al hecho de que la zona ya era eficazmente servida por eléctricos, y a recelos de que la construcción de una línea prejudicase la estética de las playas junto a la orilla del Duero. Para resolver estos problemas, la Asociación pidió un nuevo proyecto, alejando el trazado de la costa, pero para continuar ostentando un intercambiador en el Oro; sin embargo, este nuevo plan era técnicamente absurdo y tendría una ejecución extremamente costosa, por lo que fue rechazado por el Consejo Superior de Obras Públicas.

### Construcción e inauguración de la Línea
De esta forma, las atenciones volvieron a centrarse en la Línea de Circunvalación de Porto, que era considerada más útil y menos costosa; esta conexión fue aprobada el 4 de julio de 1905, pero el primer contrato no fue adjudicado  hasta el 25 de septiembre de 1915. Las obras comenzaron en 1921, pero fueron varias veces interrumpidas hasta 1926. La construcción fue retomada en 1931, siendo el primer tramo, entre Leixões-Serpa Pinto y Leixões inaugurado el 20 de julio de 1938. Las obras terminaron el 15 de septiembre de 1938, siendo la línea totalmente abierta a la explotación el 18 de septiembre, incluyendo la concordância entre São Gemil y Ermesinde.
Fue construida en vía única, aunque con plataforma de vía ya preparada para la duplicación, y fueron instaladas las estaciones de São Gemil, São Mamede de Infesta, Leça do Balio, y Leixões. Con la inauguración de la Línea de Cintura de Porto, el Puerto de Leixões pudo convertirse de facto en una infraestructura portuaria, sin las limitaciones del Ramal de Matosinhos, que había sido, hasta esa altura, la única conexión a la red ferroviaria.

## Características

### Tráfico de mercancías
Salen de la Estación de Leixões convoyes TECO (Transporte Express de Contenedores) con destino a España, cuya entrega es superior a la de los trenes convencionales de mercancías. Del Puerto de Leixões salen también trenes de viruta de madera, cemento, cereales, contenedores, etc. Es habitual observar trenes de la extensión máxima permitida en los ferrocarriles portugueses serpenteando junto al Río Leça. De Leixões a Campanhã solo una o dos veces se consigue avistar el final de estos — su longitud es de 500 metros o en condiciones especiales podría llegar hasta los 700 metros.

### Tráfico de pasajeros
El 22 de mayo de 2009, la CP (CP Porto - Urbanos de Porto), la REFER, la Administración del Puerto de Leixões y la Cámara Municipal de Matosinhos firmaron los protocolos para el relanzamiento del servicio ferroviario de pasajeros en la Línea de Leixões a partir de septiembre, 43 años después de su suspensión. Fue anunciado que en una primera fase, los trenes circularían en la Concordancia de São Gemil y en la Línea de Leixões entre Ermesinde (Valongo) y la estación de Leça do Balio, en Leça do Balio (Matosinhos), con paradas intermedias en São Gemil, en (Maia) y São Mamede de Infesta, en (Matosinhos). Posteriormente los trenes urbanos seguirían hasta Leixões, donde sería construida una nueva estación intermodal, uniendo los ferrocarriles, el transporte marítimo, el Metro de Porto, autobuses y el transporte individual. En esta segunda fase, serían también construidas nuevas estaciones y apeaderos, para servir mejor la demanda potencial de este nuevo servicio — en locales que existían en el pasado, como Pedrouços, en Maia, Arroteia y Custió-Araújo, en Matosinhos, y nuevas estaciones, como São João, cerca del Hospital con el mismo nombre, entre Pedrouços, Maia y São Mamede de Infesta. El 1 de febrero de 2011, el servicio de pasajeros fue nuevamente cerrado. Era representada con el rojo en los diagramas de los servicios USGP.